# Liste von Leuchttürmen deutscher Binnengewässer
In Deutschland gibt es über 650 Leuchtfeuer und -türme im Binnenland. Nur wenige davon sind sehens- und erwähnenswert. Einige Leuchttürme sind nur funktionslose Sehenswürdigkeiten. Die Überzahl der Leuchtfeuer dient auch der Navigation. Nicht hier aufgeführt sind die Leuchtfeuer an der Unterelbe.

## Liste
Die Liste ist von Nord nach Süd geordnet.
| Leuchtturm                       | Leuchtturm                                     | Ort                                    | Bundesland             | Gewässer            | Koordinaten                      | Baujahr/e | Turmhöhe m | Feuerhöhe m  | Kennung∡°  |         |
| -------------------------------- | ---------------------------------------------- | -------------------------------------- | ---------------------- | ------------------- | -------------------------------- | --------- | ---------- | ------------ | ---------- | ------- |
| Aurich                           |                                                | Aurich                                 | Niedersachsen          | Ems-Jade-Kanal      | 53° 27′ 52,6″ N, 7° 28′ 28,4″ O  |           | 11         | 12           | Iso.W.15s  |         |
| Plau am See                      |                                                | Plau am See, Ludwigslust-Parchim       | Mecklenburg-Vorpommern | Plauer See          | 53° 27′ 39,1″ N, 12° 16′ 36,3″ O | 2012      | 13,5       | 13           | Oc.WRG.4s  |         |
| Barßel                           |                                                | Barßel, Cloppenburg                    | Niedersachsen          | Soeste              | 53° 10′ 7,8″ N, 7° 44′ 6″ O      | 1986      | 14         | 15           | Fl.W.      |         |
| Rathenow                         |                                                | Rathenow, Havelland                    | Brandenburg            | Untere Havel        | 52° 36′ 27,2″ N, 12° 19′ 43,4″ O | 1998      | 12         | 12           |            | [ A 1 ] |
| Hafendorf                        |                                                | Rheinsberg, Ostprignitz-Ruppin         | Brandenburg            | Rheinsberger See    | 53° 6′ 58,8″ N, 12° 53′ 11,9″ O  | 2004      | 22         |              |            | [ A 2 ] |
| Wartturm                         |                                                | Rheinsberg, Ostprignitz-Ruppin         | Brandenburg            | Rheinsberger See    | 53° 4′ 50,5″ N, 12° 53′ 5,7″ O   | 1790      | 19         | keine Angabe |            | [ A 3 ] |
| Lausitz                          |                                                | Elsterheide–Geierswalde, Kreis Bautzen | Sachsen                | Geierswalder See    | 51° 29′ 29,8″ N, 14° 6′ 59″ O    | 2014      | 18         |              |            | [ A 2 ] |
| Kemnader See                     |                                                | Bochum, Arnsberg                       | Nordrhein-Westfalen    | Kemnader See Ruhr   | 51° 25′ 51,4″ N, 7° 16′ 20,8″ O  | 2009      | 5          | 9            |            |         |
| Moritzburg                       |                                                | Moritzburg, Landkreis Meißen           | Sachsen                | Moritzburger Teiche | 51° 10′ 6,6″ N, 13° 42′ 34,8″ O  | 1780      | 22         | 20           |            | [ A 2 ] |
| Heliosturm                       |                                                | Köln-Ehrenfeld                         | Nordrhein-Westfalen    | Innenstadt          | 50° 57′ 3,6″ N, 6° 54′ 50,4″ O   | 1895      | 44         |              |            | [ A 4 ] |
| Molenfeuer am Hafen von Konstanz |                                                | Konstanz                               | Baden-Württemberg      | Bodensee            | 47° 39′ 37,8″ N, 9° 10′ 54,9″ O  | 1890      | 6          | 12           | F&Iso.G.6s |         |
| St. Bartholomä                   | Leuchtfeuer St. Bartholomä am Königssee (2012) | Schönau am Königssee                   | Bayern                 | Königssee           | 47° 32′ 38″ N, 12° 58′ 22″ O     |           |            |              |            | [ A 5 ] |
| Mangturm Lindau                  | Mangturm in Lindau                             | Lindau                                 | Bayern                 | Bodensee            | 47° 32′ 39,9″ N, 9° 41′ 0,6″ O   | 1180      | 35         |              |            | [ A 6 ] |
| Leuchtturm Lindau                |                                                | Lindau                                 | Bayern                 | Bodensee            | 47° 32′ 34,6″ N, 9° 41′ 0,8″ O   | 1856      | 33         | 32           | Fl.W.3s    |         |